# 幸福晚点名
《幸福晚點名》是江蘇衛視2010年开播的談話類節目。2011年3月18日凌晨0：00，随着最后一期的结束，《幸福晚点名》正式停播。
前節目主持人（2010年1月11日-2010年3月15日）為李艾，秦溯，蒋家興。2010年3月16日-2011年3月18日期间，節目主持人為李艾、彭宇。節目中有一支來自全國各地的15個帥哥美女組成幸福代表團。一個星期裡會有一集是重播上星期最精采的那一集。

## 節目開場白
1. 李艾、彭宇：「幸福晚點名！」
2. 幸福代表團：「叫我第一名！」.
3. 李艾（有時候是彭宇）：「幸福到底是什麼呢?」
4. 彭宇（有時候是李艾）：「幸福就是XXXXXXXX」(根據當天的內容)

## 外部連結
- 《幸福晚點名》官方網站
- 幸福晚点名的新浪微博
- 《幸福晚點名》官方討論區